# Les Saveurs du palais
Pour plus de détails, voir Fiche technique et Distribution.
Les Saveurs du palais est un film français réalisé par Christian Vincent et sorti en 2012, librement inspiré de la vie de Danièle Mazet-Delpeuch, ancienne cuisinière du président de la République française François Mitterrand.

## Synopsis
Hortense Laborie est une cuisinière réputée qui vit dans le Périgord. À sa grande surprise, le président de la République la nomme responsable de ses repas personnels au palais de l'Élysée. Malgré les jalousies des chefs de la cuisine centrale, Hortense s'impose avec son caractère bien trempé. L’authenticité de sa cuisine séduit rapidement le président de la République mais, dans les coulisses du pouvoir, les obstacles sont nombreux.
Les séquences à l'Élysée alternent avec celles en Antarctique, sur la base Alfred-Faure des îles Crozet, où Hortense dispense sa cuisine aux résidents de la base.

## Fiche technique
- Titre original : Les Saveurs du palais
- Réalisation : Christian Vincent
- Scénario : Étienne Comar et Christian Vincent
- Musique : Gabriel Yared
- Photographie : Laurent Dailland
- Montage : Monica Coleman
- Décors : Patrick Durand
- Costumes : Fabienne Katany et Sandrine Douat
- Production : Philippe Rousselet et Étienne Comar
- Sociétés de production : Armada Films et Vendôme Production
- Distribution : Wild Bunch Distribution
- Pays d'origine :  France
- Budget : 8 530 000 euros
- Langue originale : français, anglais
- Format : couleur
- Genre : comédie
- Durée : 95 minutes

- Dates de sortie : 
  - France : 29 août 2012 (Festival d'Angoulême), 19 septembre 2012 (sortie nationale)
  - Belgique : 3 octobre 2012
  - Italie : 7 mars 2013 (sorti sous le titre La cuoca del Presidente, c'est-à-dire La cuisinière du président en italien)
  - Espagne : 22 mars 2013 (sorti sous le titre La cocinera del presidente, c'est-à-dire La cuisinière du président en espagnol)

## Distribution
- Catherine Frot : Hortense Laborie
- Jean d'Ormesson : le président de la République
- Hippolyte Girardot : David Azoulay, le conseiller
- Arthur Dupont : Nicolas Bauvois, le jeune assistant pâtissier
- Jean-Marc Roulot : Jean-Marc Luchet, le maître d'hôtel au service du président
- Brice Fournier : Pascal Le Piq, le chef de la cuisine centrale
- Arly Jover : Mary, la réalisatrice australienne
- Joe Sheridan : John, le cadreur de Mary
- Philippe Uchan : Coche-Dury, l'intendant
- Laurent Poitrenaux : Jean-Michel Salomé, le successeur d'Azoulay
- Hervé Pierre : Perrières, le chef de cabinet
- Manuel Le Lièvre : Loïc, le nouveau cuisinier de la base Alfred-Faure
- Roch Leibovici : Olivier Moncoulon
- Thomas Chabrol : le directeur de cabinet du préfet
- Louis-Emmanuel Blanc : Arnaud Fremier
- David Houri : David Epenot, un interprète de la pièce sur la base
- Nicolas Chupin : Anthony, un interprète de la pièce sur la base
- Catherine Davenier : madame Arvelet
- Steve Tran : Gregory, un cuisinier de la base
- Hugo Malpeyre : le chef de rang de l'Élysée
- Nathalie Vignes : la fleuriste du palais
- Fabrice Colson : un invité du cocktail
- Nicolas Beaucaire : le docteur Kramer
- Lionel Tavera : l'aide de camp du président de la République
- Nassim Boutelis : Abdel, Le 1er commis
- Arthur Orcier : Jonathan, le 2e commis
- Charles Tesnière : un scientifique

## Autour du film
- Censé se dérouler au palais de l'Élysée, le film n'y a pas été principalement tourné, pour des raisons pratiques évidentes. L'un des plus importants lieux de tournage est donc l'hôtel du Châtelet (situé dans le 7e arrondissement de Paris), siège du ministère du Travail[2]. Néanmoins, plusieurs scènes ont été tournées au palais même, notamment dans la cour d’honneur, le grand vestibule et la salle des fêtes, ainsi que des vues d’extérieur, rue du Faubourg-Saint-Honoré et avenue Marigny. Un court passage est également tourné sur le pont Alexandre-III, qui mène jusqu’au palais de l'Alma, brièvement aperçu, lequel loge une partie du personnel de l’Élysée.

- Les scènes de la base Alfred-Faure des îles Crozet sont tournées en Islande[3].

- Dans le film, Hortense Laborie déclare que le saint-honoré « crème mémé »[4] fait écho à l'adresse du palais de l'Élysée : la rue du Faubourg-Saint-Honoré, au no 55.

- Le rôle du président, interprété par Jean d'Ormesson, devait être tenu par Claude Rich, lequel s'est finalement désisté[5].

- Danièle Mazet-Delpeuch, la cuisinière qui a inspiré le film, a été présentée à François Mitterrand par Joël Robuchon[6], auquel il est fait allusion dans le film.

## Distinctions
- 2013 : nomination au César de la meilleure actrice pour Catherine Frot